# Microporina japonica
Microporina japonica är en mossdjursart som beskrevs av Canu och Bassler 1929. Microporina japonica ingår i släktet Microporina och familjen Microporidae. Inga underarter finns listade i Catalogue of Life.